# 鼻交
鼻交（Nasal sex）是動物間的一種利用鼻子或相關部位進行的性行為。現時已知的可分為以下兩大類：
- 利用性器來刺激鼻腔的行為；
- 利用鼻子來刺激性器或可引起性衝動的身體部位。

前者的例子有亚马逊河豚，而後者有大象。亦有傳言指有年輕人嘗試透過利用性器來刺激鼻腔以達至快感。

## 亚马逊河豚
亚马逊河豚有时会以3至5条为一组进行非交配性行为活动，小组以雄性为主，偶尔加入一两条雌性，不分性别互相以口鼻和鰭摩擦。當牠們被關起來時，動物學家觀察到有时雄性更以阴茎插进另一个同性或異性的喷气孔。

## 大象
大象有時會用其象鼻來刺激其同類的性器、肛門或陰部，但這是否與性行為相關，其實還有爭議。